# Helgeandsholmen
Helgeandsholmen es una pequeña isla del centro de Estocolmo en Suecia. Forma parte de Gamla Stan, la Ciudad Vieja de Estocolmo, y se sitúa al norte de Stadsholmen, en frente del palacio real. El Riksdag, el Parlamento sueco, es el único edificio de la isla. El nombre de Helgeandsholmen se deriva de "Den helige andens holme", que significa el islote del Santo Espíritu.
- Datos: Q916039
- Multimedia: Helgeandsholmen / Q916039